# Ernst Lauda (Mediziner)
Ernst Lauda, von 1916 bis 1919 Ritter von Lauda, (* 16. November 1892 in Wien; † 25. Jänner 1963 in Baden in Niederösterreich) war ein österreichischer Internist.

## Familie
Ernst Adolf Thomas Lauda war ein Sohn des Wasserbautechnikers und k.k. Sektionschefs Ernst Lauda, der 1916 durch Kaiser Franz Joseph I. als „Ritter von“ geadelt wurde. Nach dem Ende der Monarchie in Österreich-Ungarn wurde vom Parlament von Deutschösterreich am 3. April 1919 die Aufhebung des Adels beschlossen. Infolge dieses Adelsaufhebungsgesetzes verloren auch Ernst Ritter von Lauda und seine Nachkommen das Recht zum Gebrauch ihrer Titel. Ernst Adolf Thomas Lauda war der Bruder des Industriellen Hans Lauda und Großonkel des ehemaligen Formel-1-Rennfahrers Niki Lauda.

## Leben
Ernst Lauda war ab 1943 Universitätsprofessor in Wien, ab 1946 leitete er die I. Medizinische Abteilung am Allgemeinen Krankenhaus. Besondere Schwerpunkte im Rahmen seiner Arbeit waren Darmerkrankungen und die Cortisontherapie.
1959 wurde er zum Mitglied der Deutschen Akademie der Naturforscher Leopoldina gewählt. Er wurde am Friedhof der Feuerhalle Simmering bestattet (Abt. 1, Ring 1, Gruppe 4, Nr. 1). Das Grab ist aufgelassen.

## Publikationen
- Lehrbuch der inneren Medizin, 3 Bände, 1949